# Teddy Bishop
Edward James Bishop (Cambridge, Inglaterra, 15 de julio de 1996), conocido como Teddy Bishop, es un futbolista inglés. Juega de centrocampista y su equipo es el Colchester United F. C. de la Football League Two de Inglaterra.

## Clubes
| Club                    | País       | Año       |
| ----------------------- | ---------- | --------- |
| Ipswich Town F. C.      | Inglaterra | 2014-2021 |
| Lincoln City F. C.      | Inglaterra | 2021-2024 |
| Colchester United F. C. | Inglaterra | 2024-     |